# Государственная таможенная служба Туркменистана
Государственная таможенная служба (ГТС) Туркменистана (туркм. Türkmenistanyň Döwlet gümrük gullugy) — государственный орган управления, осуществляющий государственную политику в области регулирования деятельности таможенной системы Туркменистана, обеспечивающим соблюдение международных обязательств Туркменистана по таможенным вопросам, а также осуществляющим борьбу против контрабанды и других преступлений, административных правонарушений в сфере её деятельности. Tуркменистан, является членом Всемирной Таможенной Организации.
Председатель Государственной таможенной службы — Османов Атадурды Атабердиевич

## История
Государственная Таможенная служба Туркменистана образована 4 ноября 1991 года. Государственная таможенная служба Туркменистана является государственным органом управления, осуществляющим государственную политику в области регулирования деятельности таможенной системы Туркменистана, обеспечивающим соблюдение международных обязательств Туркменистана по таможенным вопросам, а также осуществляющим борьбу против контрабанды и других преступлений, административных правонарушений в сфере её деятельности.
В состав Государственной таможенной службы Туркменистана входят её центральный аппарат, Учебный центр при Государственной таможенной службе, таможни в велаятах и городах с правами велаята, их таможенные посты на территории Туркменистана и контрольно-пропускных пунктах на Государственной границе Туркменистана, другие органы таможенной службы. Всего в настоящее время функционируют 6 таможенных управлений и 50 таможенных постов. В зависимости от особенностей выполняемой функции по месту расположения таможенных постов таможенный контроль и таможенное оформление товаров, проходимых через таможенную границу Туркменистана осуществляется Ашхабадским городским и Ахалским, Балканским, Лебапским, Дашогузским, Марыйским велаятскими управлениями.

## Основные задачи таможенной службы
- защита в пределах её компетенции экономической безопасности Туркменистана;
- оказание поддержки в развитии внешней торговли и национальной экономики Туркменистана в целом;
- создание условий, способствующих ускорению товарооборота через таможенную границу Туркменистана;
- охрана таможенной границы Туркменистана в пределах своей компетенции и осуществление контроля за соблюдением правил в рамках таможенного контроля;
- осуществление контроля за соблюдением положений о лицензировании и выдаче разрешений при пропуске товаров и транспортных средств через таможенную границу Туркменистана;
- взимание таможенных пошлин и сборов, налогов в соответствии с нормативными правовыми актами Туркменистана, определяющими их размеры и регулирующими порядок их уплаты;
- сбор информации о правонарушениях, допущенных в сфере таможенной деятельности, и её анализ;
- принятие мер в порядке, установленном законодательством Туркменистана, к лицам, совершившим контрабанду и другие нарушения таможенных правил;
- ведение таможенной статистики о внешней торговле, подготовка отчётов о таможенной деятельности и предоставление информации заинтересованным лицам в соответствии с порядком, установленным законодательством Туркменистана;
- обеспечение единообразия соблюдения законодательных актов Туркменистана о таможенной деятельности;
- подготовка и переподготовка специалистов по таможенной деятельности, обеспечение повышения их квалификации;
- обеспечение исполнения международных обязательств Туркменистана, связанных с таможенной деятельностью;
- выполнение других задач, определённых законодательством Туркменистана.

## Председатели
| No | Имя                        | Назначен   | Уволен     | Причина увольнения       |
| 1  | Кабаев, Мамедклыч          | 29.07.1992 | 02.04.1993 | переход на другую работу |
| 2  | Дурдыев, Хабибулла         | 25.06.1993 | 12.06.1998 | переход на другую работу |
| 3  | Халовезов, Меред           | 12.06.1998 | 26.02.2001 | за недостатки в работе   |
| 4  | Веллиатаев, Ораз           | 28.02.2001 | 29.07.2002 | за недостатки в работе   |
| 5  | Гришин, Александр          | 29.07.2002 | 25.01.2006 | за недостатки в работе   |
| 6  | Анналыев, Мурадберды       | 25.01.2006 | 19.06.2008 | за недостатки в работе   |
| 7  | Бердиев, Яйлым Ягмырович   | 19.06.2008 | 21.01.2009 | переход на другую работу |
| 8  | Эсенов, Оразгельды         | 21.01.2009 | 22.01.2010 | за недостатки в работе   |
| 9  | Бердыев, Мередгельды       | 22.01.2010 | 02.08.2011 | за недостатки в работе   |
| 10 | Ходжамкулиев, Аннамухаммед | 02.08.2011 | 04.08.2015 | переход на другую работу |
| 11 | Байрамов, Доврангельды     | 04.08.2015 | 01.03.2016 | переход на другую работу |
| 12 | Чакыев, Мамметхан          | 01.03.2016 | 01.06.2017 | переход на другую работу |
| 13 | Соегов, Яздурды            | 01.06.2017 | 25.10.2017 | переход на другую работу |
| 14 | Османов, Атадурды          | 25.10.2017 | 07.08.2019 | уход на пенсию           |
| 15 | Худайкулыев, Максат        | 07.08.2019 | 06.06.2021 | действующий              |

## Контакты
- Адрес: 744000, Ашхабад, ул. Арчабил, д. 138
- Телефон: +993 12 39 41 55
- Факс: +993 12 39 42 91